# Paka
Das Paka (Cuniculus paca) ist eine Nagetierart aus der Gattung der Pakas (Cuniculus) innerhalb der Teilordnung der Meerschweinchenverwandten.

## Aussehen
Das Paka gehört neben dem Wasserschwein und dem Pakarana zu den größten Nagern Südamerikas. Besonders markant ist der robuste Körperbau, der entfernt an den der Wasserschweine erinnert und sich durch den geschwungenen Kopf, dem wie bei Agutis bekannten gewölbten Rücken und die kurzen Gliedmaße auszeichnet. Die Ohren sind fleischfarben und dreieckig geformt. Das Volumen des verlängerten, gekrümmten Jochbein formt an den Seiten zwei Backentaschen aus. Während der Nacht kann das Flachlandpaka sich gut mit den langen Tasthaare und dem vorhandenen Tapetum lucidum, der reflektierenden Schicht hinter der Netzhaut, das eine bessere Sehleistung verursacht, orientieren. Die Kopfrumpflänge beträgt 60 bis 80 Zentimeter, die Schwanzlänge 3 bis 4 Zentimeter, die Schulterhöhe etwa 35 Zentimeter und das Gewicht zwischen 6 und 12 Kilogramm. Das kurze Fell ist bräunlich-rot bis grau, unterhalb und in der Schnauzenregion gelblich-weiß gefärbt. Seitlich an den Flanken zeichnen sich unregelmäßig verwaschene Fleckenlinien ab, die besonders bei Jungtieren ausgeprägt sind. Die Vorderbeine tragen 4, die Hinterbeine 5 kräftige Krallen, die sich besonders gut zum Graben eigenen.

## Verbreitung
Das Paka lebt in Südamerika östlich der Anden sowie in tropischen und subtropischen Gebieten Mittelamerikas.

## Lebensweise
Pakas leben in monogamen Paaren, ziehen es aber vor, alleine umherzustreifen. Die Reviere der Paare sind 2 bis 3 Hektar groß. Während des Tages dösen sie zusammen oder einzeln in hohlen Baumstümpfen, unter freigelegten Wurzeln oder selbstgegrabenen, oberflächennahen, bis zu 9 Meter langen Bauten mit mehreren Ausgängen. Gerüche spielen eine wichtige Rolle im Leben der Pakas. Eine Interaktion zwischen Paaren ist das gegenseitige Besprühen mit Urin, wodurch vermutlich der körpereigene Geruch übertragen werden soll und somit die Toleranz zwischen beiden Partnern gegeben ist. Fremd riechende Pakas werden von Paaren attackiert und aus dem Revier vertrieben. Pakas können bereits mit dem ersten Lebenstag gut schwimmen und flüchten bei Gefahr oft ins Wasser. Bei Gefahr knirschen Pakas außerdem intensiv mit den Zähnen um so ihren Angreifer abzuschrecken. In der Nacht gehen sie auf Futtersuche. Sie nutzen wie Agutis feste Laufwege zur Orientierung. Pakas sind hauptsächlich frugivor und die breite Nahrungspalette setzt sich aus verschiedenen Samen, Blätter, Trieben, Wurzeln, Stängeln und Knollen zusammen. Unbeliebt sind Pakas bei Farmern, da sie in vielen Regionen einen erheblichen Ernteschaden anrichten.

## Fortpflanzung
Die Fortpflanzungszeit ist nicht überall saisonal gebunden. So werden bis zu drei Würfe über das gesamte Jahr geboren. Die Geburtenhochsaison wird im März und August bis September erreicht. In Yucatan kommen Paka-Junge während der trockenen Winter- und Frühlingsmonate zur Welt. Nach einer Tragzeit von 114 bis 119 Tagen werden ein bis zwei Junge geboren, deren Geburtsgewicht zwischen 500 und 700 Gramm liegt. Das Männchen bleibt während der Jungaufzucht in Anwesenheit der Mutter und ihrer Jungtiere. Die Jungen kommen gut entwickelt zur Welt – Augen und Ohren sind geöffnet. In den ersten Tagen verbleiben sie im Nest der Mutter, ab dem dritten Tag unternehmen sie gemeinsam mit der Mutter schon erste Ausflüge und nehmen die Erste Nahrung auf. Die Entwicklung geht rapide voran und im Alter von 6 Wochen sind sie entwöhnt. Je mehr sie sich von der Mutter distanzieren und anfangen ihren eigenen Duftstoff zu „produzieren“, desto weniger werden die Jungen von ihren Eltern respektiert. Die Jungen sind mit etwa 9 bis 12 Monaten geschlechtsreif.

## Gefährdungssituation und Schutzmaßnahmen
Die Pakas werden in der Roten Liste gefährdeter Arten der Weltnaturschutzunion IUCN geführt. Auf Grund der weiten Verbreitung, der angenommenen großen Bestandszahl und dem Vorkommen in einigen Schutzgebieten bewertet die IUCN die Art als nicht gefährdet (Least Concern), wenn auch lokale Aussterbensereignisse vorkommen.
Das Paka wird im Washingtoner Artenschutzübereinkommen CITES auf Veranlassung Honduras in Appendix III geführt, wodurch der internationale Handel mit Exemplaren aus diesem Land bestimmten Beschränkungen unterliegt.

## Verzehr
Insbesondere in Ecuador galt das Fleisch der Pakas (ekuatorianisches Spanisch: Guantas) lange als hochwertige Delikatesse – auch wenn der Verzehr nie so verbreitet war wie beispielsweise der von Cuy (Meerschweinchen). Seit einigen Jahren ist das Jagen von Pakas und auch der Verkauf des Fleisches verboten und Verkäufer, die das Fleisch illegalerweise anbieten, werden dementsprechend strafrechtlich belangt.